# Un condamné à mort s'est échappé
Un condamné à mort s'est échappé é um filme francês de 1956, dos gêneros drama e aventura, dirigido por Robert Bresson.

## Elenco
- François Leterrier — tenente Fontaine
- Charles Le Clainche — François Jost
- Maurice Beerblock — Blanchet
- Roland Monod — pastor Deleyris
- Jacques Ertaud	— Orsini
- Jean Paul Delhumeau — Hebrard
- Roger Treherne	— Terry
- Jean Philippe Delamarre — prisioneiro 10
- Jacques Oerlemans — vigia chefe
- Klaus Detlef Grevenhorst — oficial do Abwehr
- Leonhard Schmidt — guarda da escolta
- Roger Planchon — guarda ciclista